# Magic Rufus
Magic Rufus è un videogioco a piattaforme pubblicato nel 1993 per Commodore 64 dall'editrice britannica Alternative Software. Il protagonista Rufus è un essere verde e tondeggiante, che era già apparso in Reckless Rufus del 1992, ma il genere e l'ambientazione del gioco erano diversi.